# پورشا
پورشا (به لاتین: Porsha) یک منطقهٔ مسکونی در بنگلادش است که در ناحیه نوگان واقع شده‌است. پورشا ۲۵۲٫۸۳ کیلومتر مربع مساحت و ۱۳۲٬۰۹۵ نفر جمعیت دارد.